# Kalben (Sängerin)

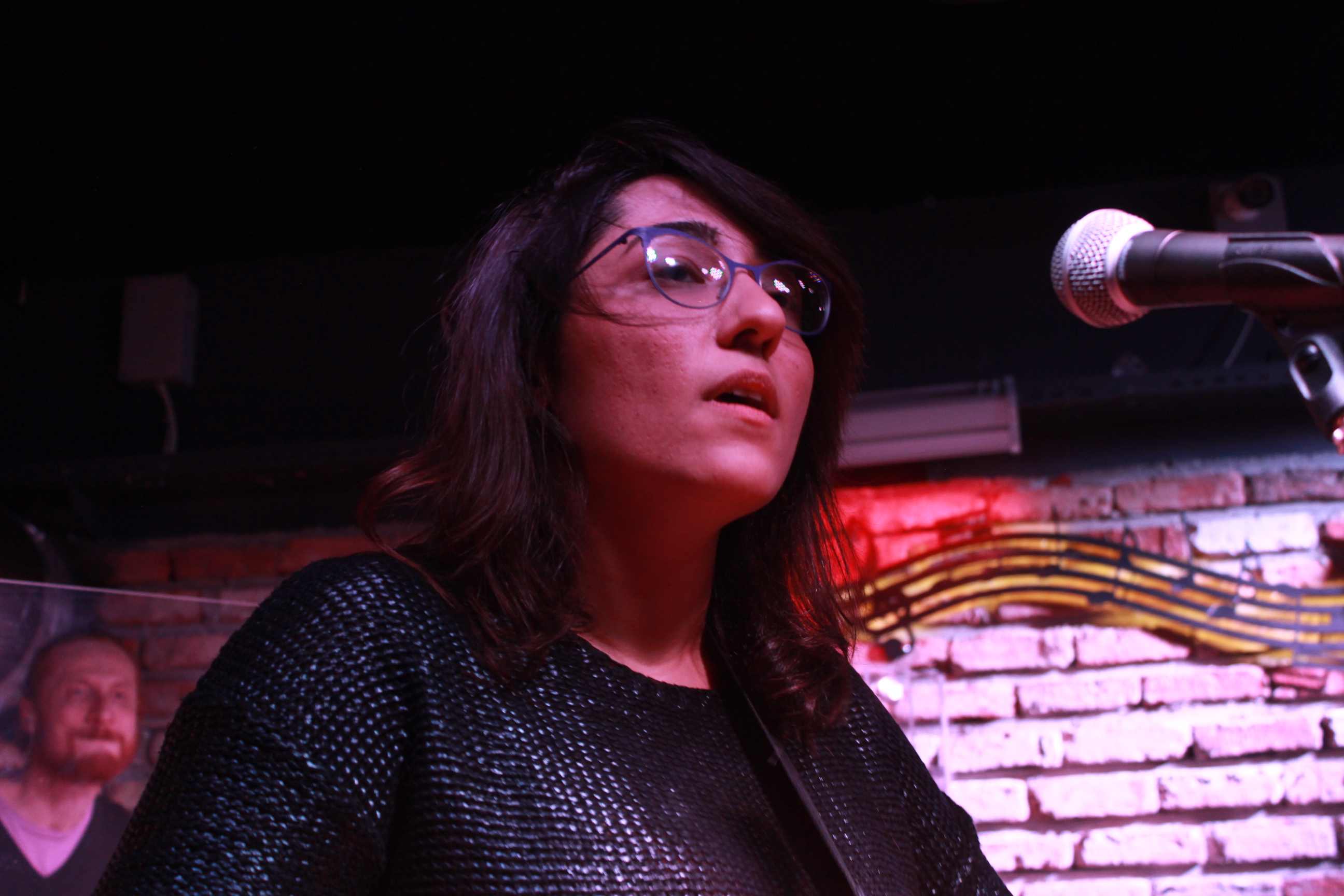
Kalben, 2015

Kalben Sağdıç (* 17. Januar 1986 in İskenderun), auch bekannt unter dem Künstlernamen Kalben, ist eine türkische Musikerin aus dem Bereich Alternative Rock.

## Leben und Karriere
Kalben, die sich bereits im Alter von 8 Jahren für Musik interessiert, indem sie auf dem Keyboard ihrer Mutter spielte, bekam ihre erste Gitarre mit 14 Jahren. Sie hat einen älteren Halbbruder. Sie studierte an der Bilkent-Universität. Ihr erstes Album Kalben erschien im Jahr 2016. Vor allem die Single-Auskopplungen Haydi Söyle und Sadece wurden sehr erfolgreich. Mit dem zweiten Album Sonsuza Kadar ein Jahr später konnte Kalben ihren Erfolg festigen. Die beiden Songs Yara sowie Yalakanım Bebeğim wurden ebenfalls ein großer Erfolg. Ein Radio-Hit wurde der im Jahr 2019 veröffentlichte Song Çek.
In ihrer bisherigen Musikkarriere kollaborierte Kalben bereits mit bekannten türkischen Künstlern wie Cem Adrian, Teoman, Pinhani, Mabel Matiz oder Nükhet Duru.
Im Mai 2024 wurde sie wegen Drogenbesitzes festgenommen. Sie wurde kurze Zeit später wieder freigelassen.

## Diskografie

### Alben
- 2016: Kalben
- 2017: Sonsuza Kadar
- 2020: Kalp Hanım
- 2021: Eski Yeniler
- 2022: Eski Dünyanın Yangını

### EPs
- 2019: Aşk Çeşmesi

### Singles
| - 2016: Haydi Söyle - 2016: Sadece - 2016: Saçlar - 2016: Doya Doya - 2016: Fırtınalar - 2017: Yara - 2017: Yalakanım Bebeğim - 2017: Sonsuza Kadar - 2017: Ben Her Zaman Sana Aşıktım - 2018: Yaşamak Var Ya - 2018: Geri Dönme (mit Cem Adrian) - 2019: Günaydın (mit BKE & Hayrettin Taşkaya) - 2019: Bugün Ölemem (mit Kaos Köksal) - 2019: İyi Değilim Ben (mit Pinhani) - 2019: Bizim Tango (mit Erol Evgin) - 2019: Kalp Hanım - 2019: Çek - 2020: Ben Uyurken Tut Beni - 2020: Tesadüfen (mit Hakan Kurtaş) - 2020: Bir Nefes Gibi (mit Nükhet Duru) - 2020: Kasımpatılar - 2020: Perişahı'nın Kızı - 2020: Kahveyi Kavururlar | - 2021: Yüksek Yüksek Tepeler - 2021: Robot Kozmonot (mit Teoman) - 2021: Çorap - 2021: Şanssız Mücadeleci - 2021: Ne Güzel Yerlerin Var - 2021: Bilmiyor İçim - 2021: Çünkü Başka Sen Yok - 2021: Denizdeyim (mit Olta & Umut Çetin) - 2022: Düşünürüm - 2022: Kaybolmuş - 2022: Yağmurun Elleri - 2023: Her Yerde Kar Var - 2023: Aşk Çeşmesi (mit Mabel Matiz) - 2023: Oregon - 2024: Hep Sonradan (mit Grogi) - 2024: Hatıraların Gölgesi - 2024: İçimde Sen - 2024: Akşamlarda - 2024: Buluş Benimle - 2024: İncelikler Yüzünden - 2025: İstanbul'da Değilim - 2025: Kandırma |

Quelle:

## Filmografie
- 2018: Jet Sosyete
- 2021: Menajerimi Ara